# Platón Sánchez (kommun)
Platón Sánchez är en kommun i Mexiko.   Den ligger i delstaten Veracruz, i den sydöstra delen av landet, 220 km norr om huvudstaden Mexico City. Antalet invånare är 17 670. Arean är 228 kvadratkilometer.
Terrängen i Platón Sánchez är huvudsakligen platt, men söderut är den kuperad.
Följande samhällen finns i Platón Sánchez:
- Platón Sánchez
- Tlalpani
- Ahitic
- Los Pozos
- Tasajeras
- Corralillo
- Tecomate
- Atexcal
- Tepetatipán
- Apachitempa
- San Francisco
- Terrero
- Amoxoyahutl
- Cerro Viejo
- Zapotalito
- La Crinolina
- El Saucito
- Jobo Nuevo
- Atempa